# Warsage
 (juin 2020).
Si vous disposez d'ouvrages ou d'articles de référence ou si vous connaissez des sites web de qualité traitant du thème abordé ici, merci de compléter l'article en donnant les références utiles à sa vérifiabilité et en les liant à la section « Notes et références ».
Warsage (en wallon Warsèdje, en néerlandais Weerst) est une section de la commune belge de Dalhem située en Région wallonne dans la province de Liège.
Ce village se trouve à l’extrémité nord de la province, à l’entrée du Pays de Herve.

## Démographie
- Sources : INS, Rem. : 1831 jusqu'en 1970 = recensements, 1976 = nombre d'habitants au 31 décembre.

## Histoire
En 1204, des religieux de Hocht s’installèrent à la grange de Warsage qui s’appellerait plus tard « La Moinerie » (De Monnikenhof). De la Moinerie, ils surveillaient la construction de l'abbaye du Val-Dieu terminée en 1215 après 10 ans et inaugurée en 1216. Un tunnel reliait la Moinerie à l’abbaye.
Cette abbaye fondée par les moines cisterciens est un joyau touristique de la région.
En son temps la plupart des villageois étaient occupés comme manouvriers à la Moinerie. D'autres travaillaient dans une autre grange cistercienne (la Heydt, le Sart, la Moldt) ou chez un des fermiers du bourg.
Particularité pour Warsage : cette commune a été gouvernée pendant 100 ans par les « 4 » bourgmestres Flechet.
En 1747, Warsage comptait 130 foyers. Cinq gros propriétaires possédaient 80 % des terres.
Jadis, il y avait de nombreuses petites fermes, une criée aux fruits, une fabrique de porcelaine, deux moulins, quatre cabaretiers, plusieurs boulangers, maréchaux-ferrants et négociants. Actuellement, Warsage compte environ 1 200 habitants.
Warsage était connu pour sa gare par laquelle le charbon de Trembleur était expédié. Le 6 mai 1905, le premier train de marchandises faisait la navette entre le charbonnage et la gare de Warsage. À partir de 1934, cette même ligne assurait également un service de trains légers. Ceux-ci faisaient office de transport de personnes. Ces trains allaient jusque Fouron-le-Comte où il existe toujours un endroit appelé « A gene tram ». Le 6 août 1914, les 89e et 90e régiments d'infanterie de l'armée impériale allemande y firent halte. 14 civils furent fusillés et 25 maisons détruites par le feu. Ces faits inqualifiables s'ajoutent à la liste des atrocités allemandes commises au début de l'invasion.

## Patrimoine et culture

### Patrimoine architectural
- L'église Saint-Pierre est classée et a été restaurée en 1731. La tour actuelle provient des restes d'un donjon du XIIe siècle.
- Le château de Winerotte, datant de la fin du XIXe siècle, a hébergé des blessés alliés à la fin de la Seconde Guerre mondiale.

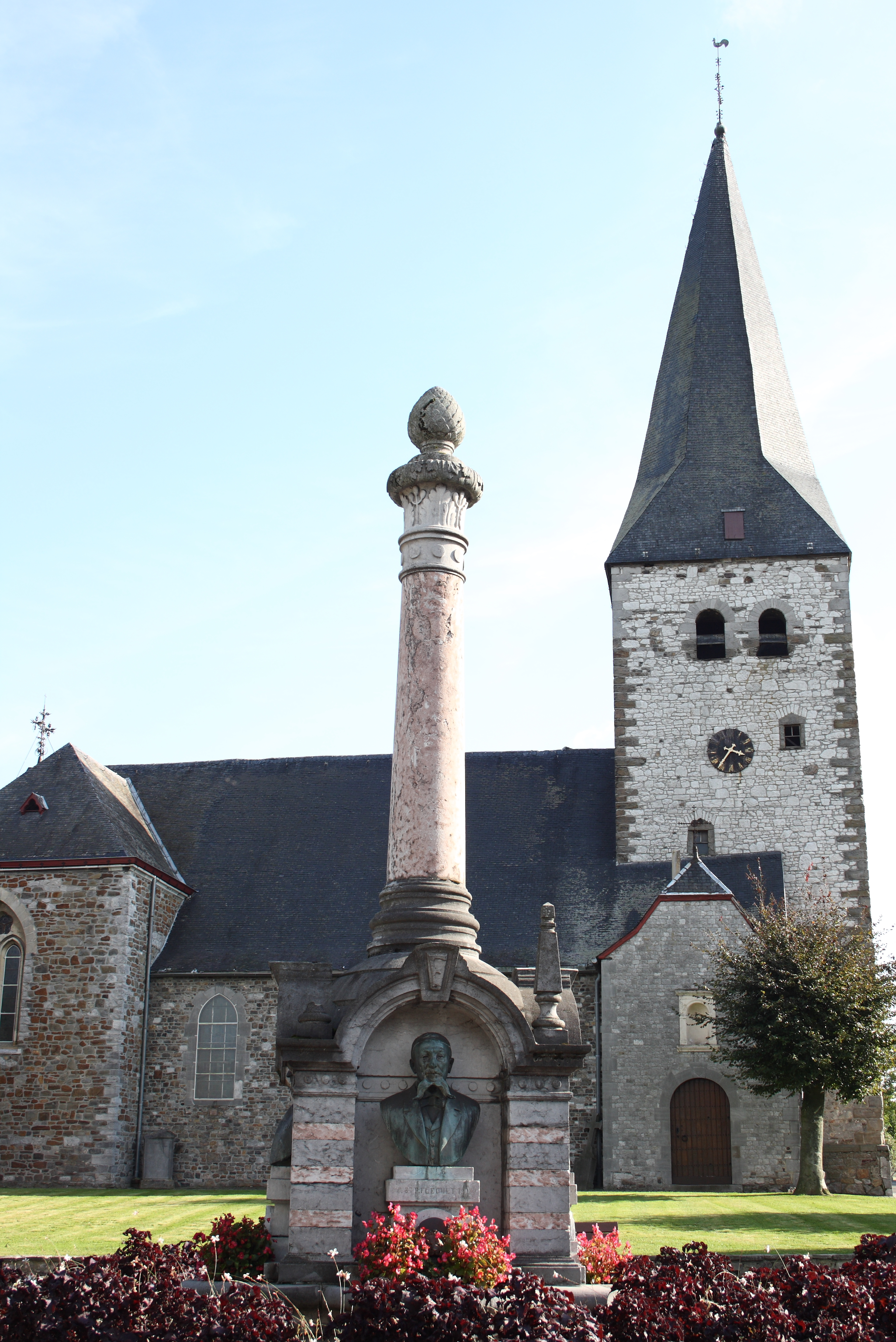
L'église Saint-Pierre
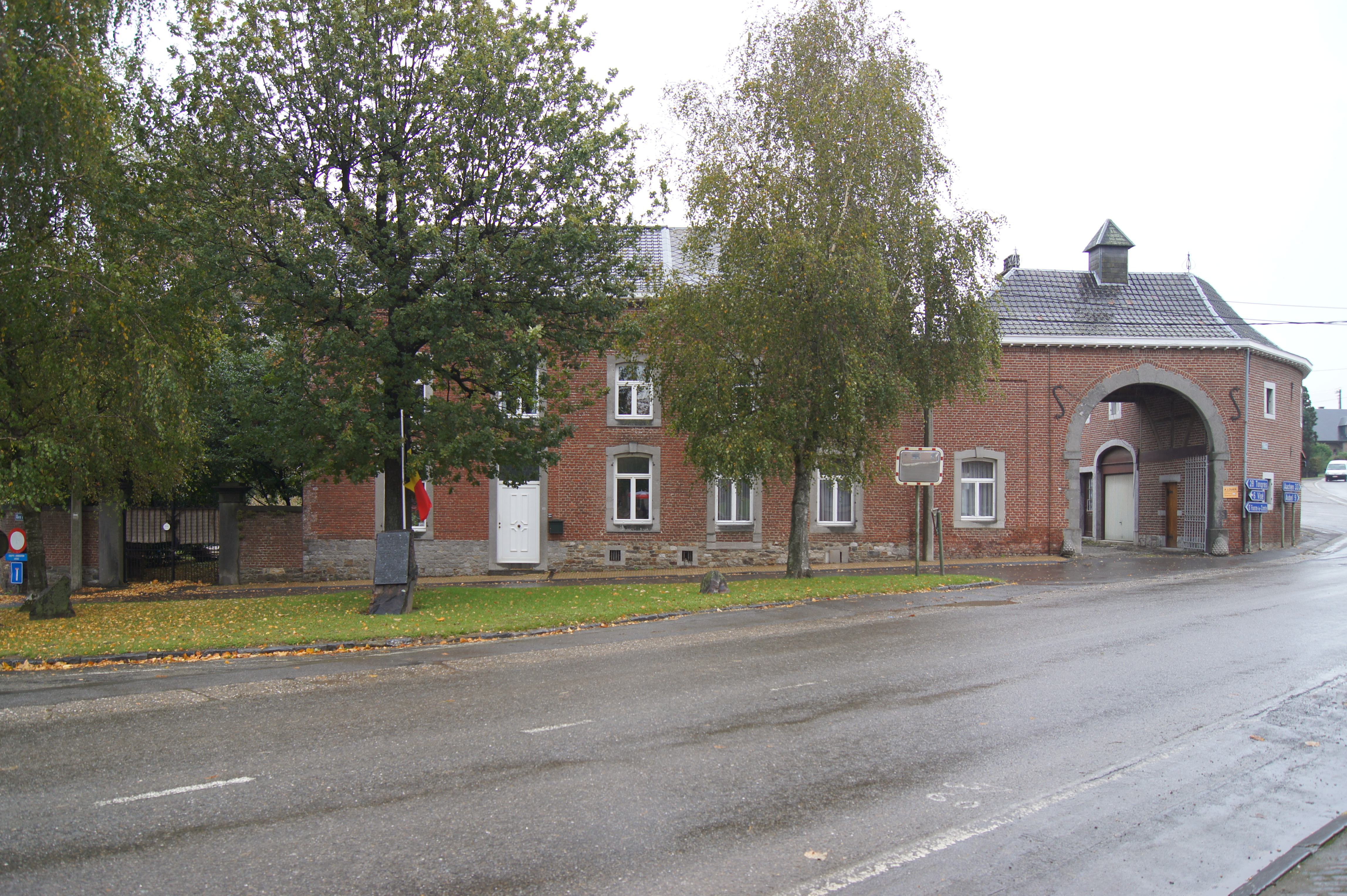
Ancienne ferme carrée
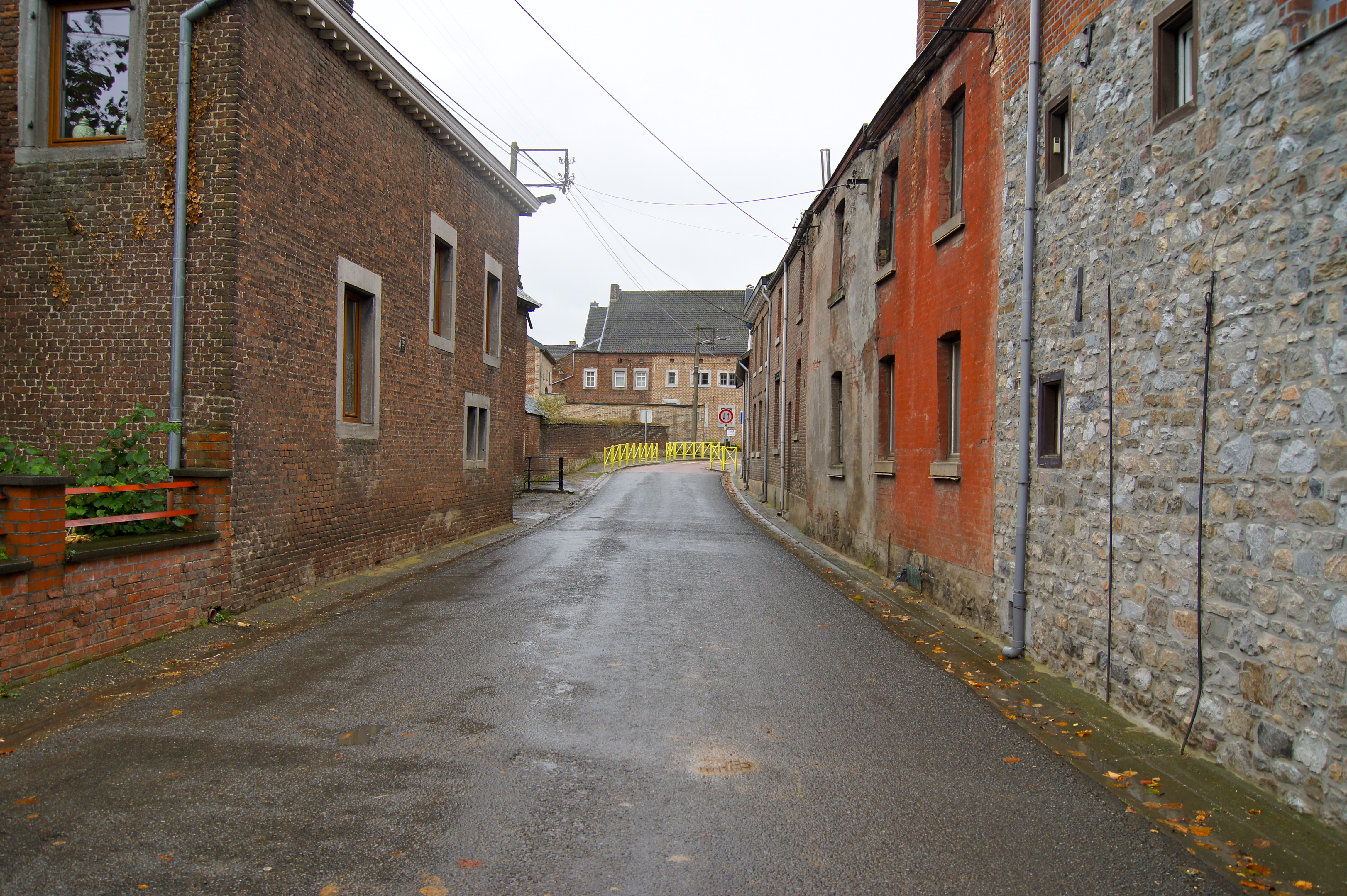
Rue typique
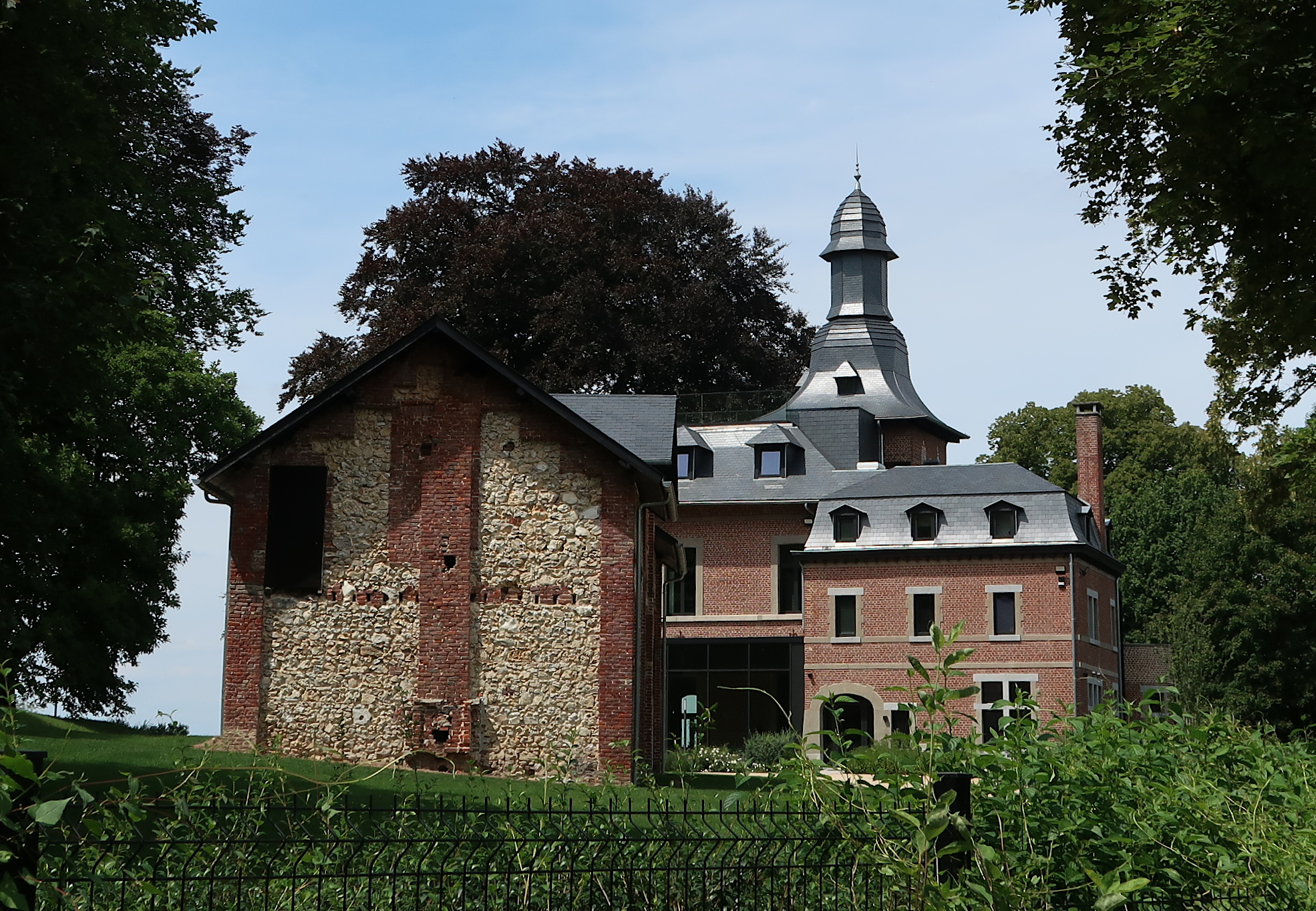
Château Winerotte
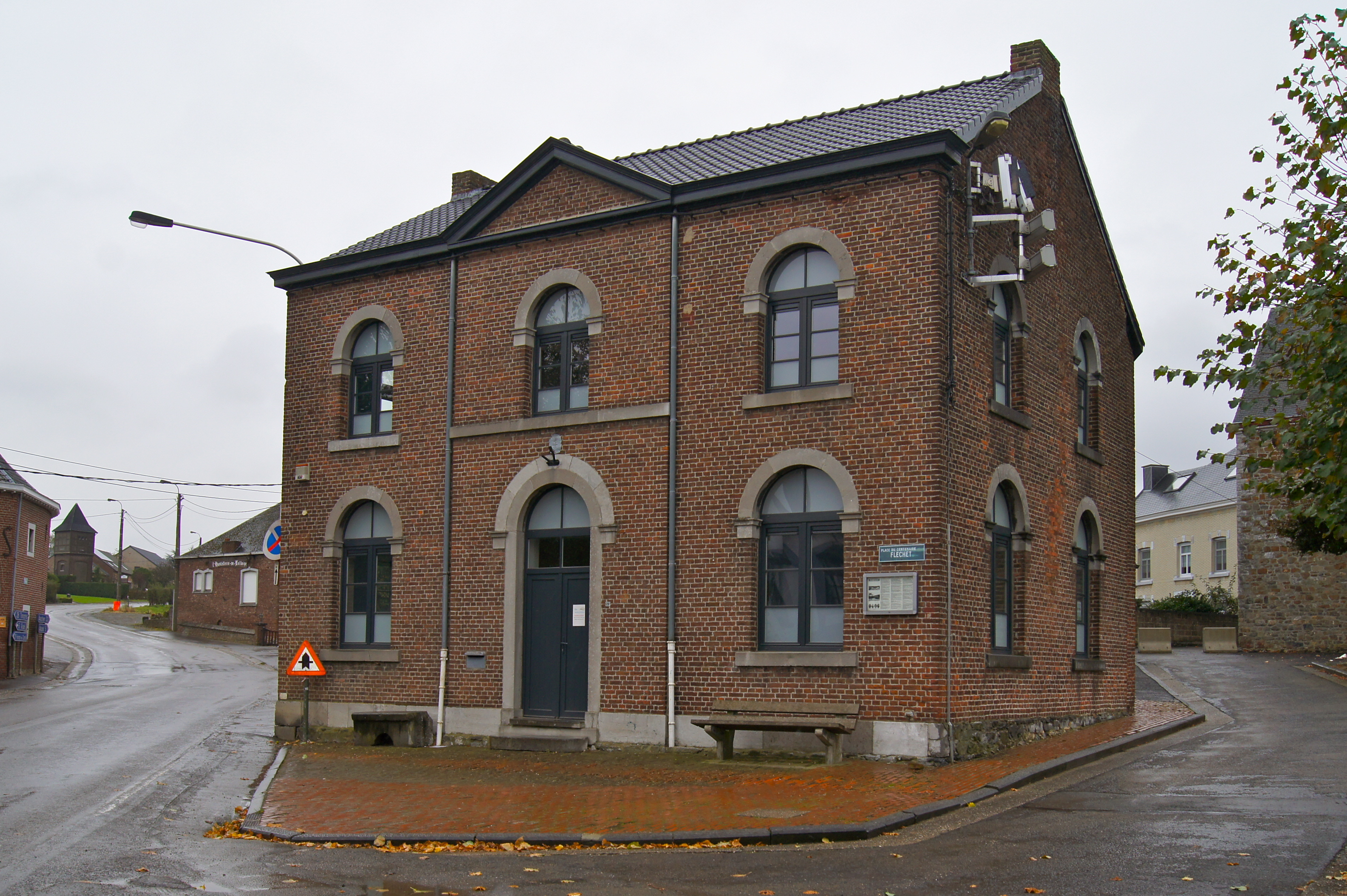
Ancienne maison communale

## Économie
Depuis 2012, la brasserie de Warsage produit trois bières artisanales appelées Warsage.

## Personnalités
- Roger Claessen, ancien joueur de football dont le portrait géant orne le stade du Standard de Liège.
- Rodolphe de Warsage, écrivain, pseudonyme de Edmond Schoonbroodt (1876-1940), d'après le lieu de naissance de ses grands-parents.

#### Histoire
- Comté de Dalhem
- Duché de Limbourg

#### Géographie
- Pays de Herve
- Entre-Vesdre-et-Meuse